# Patera de Grizodoubova
Grizodubova Patera
Pour les articles homonymes, voir Grizodoubova.
La patera de Grizodoubova (désignation internationale : Grizodubova Patera) est une patera située sur Vénus dans le quadrangle de Devana Chasma. Elle a été nommée en référence à Valentina Grizodoubova, aviatrice soviétique (1910–1993).